# Ortenberg (Hessen)
Ortenberg ist eine Stadt im Wetteraukreis in Hessen.

## Geografie

### Geografische Lage
Ortenberg liegt an den südlichen Ausläufern des Vogelsbergs im Tal der Nidder auf einer Höhe von 141 m über NN, etwa acht Kilometer nordwestlich von Büdingen.

### Nachbargemeinden
Ortenberg grenzt im Norden an die Stadt Nidda, im Nordosten an die Gemeinde Hirzenhain, im Osten an die Stadt Gedern und die Gemeinde Kefenrod, im Süden an die Stadt Büdingen, im Südwesten an die Gemeinde Glauburg, sowie im Westen an die Gemeinde Ranstadt.

### Stadtgliederung
Ortenberg besteht aus den Stadtteilen Bergheim (600 Einw.), Bleichenbach (1400 Einw.), Eckartsborn (696 Einw.), Effolderbach (498 Einw.), Gelnhaar (981 Einw.), Lißberg (956 Einw.), Ortenberg (1955 Einw.), Selters (mit Konradsdorf) (763 Einw.), Usenborn (566 Einw.) und Wippenbach (424 Einw.). Jeweils mit dem Einwohnerstand von 2022.

## Geschichte

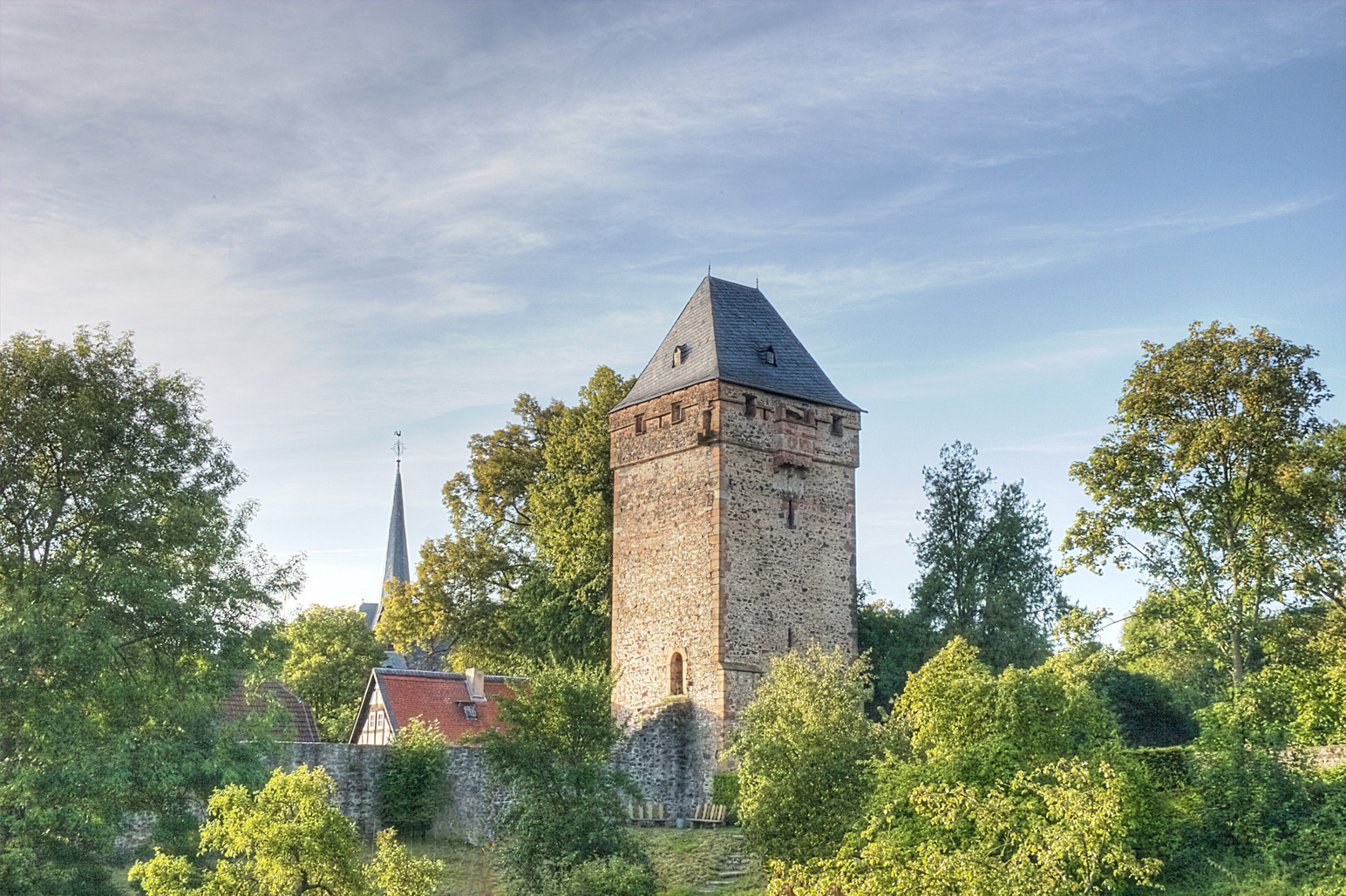
Obertor

### Urgeschichte
Archäologisch nachweisbar ist eine Besiedlung im Gebiet von Ortenberg seit der Steinzeit. In der Eisenzeit siedelten Kelten in der Region, es folgten die Römer und später ließen sich Franken hier nieder.

### Mittelalter

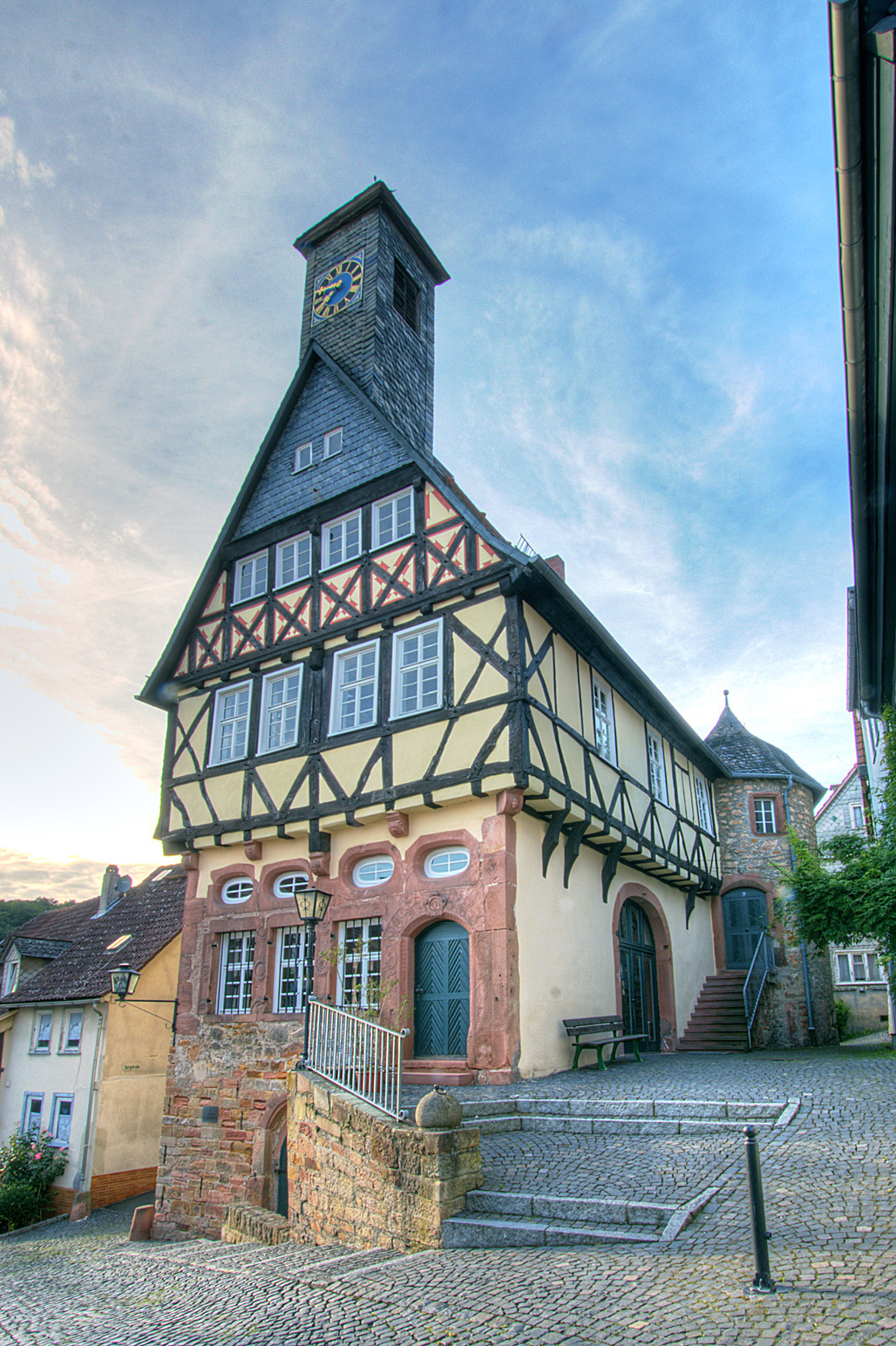
Altes Rathaus

Aus der alten Mark Glauburg entwickelte sich das Landgericht Ortenberg. Die ältesten erhaltenen Erwähnungen von Ortenberg stammen aus den Jahren 1166 als Ortenberch und 1176. Dabei werden ein Werner und ein Heinrich von Ortenberg genannt, die vermutlich zu einer Seitenlinie der Herren von Büdingen gehörten. Die Gründung der Burg Ortenberg wird deren Vorfahren Ortwin von Staden zugeschrieben, von dem sie auch ihren Namen erhielt. Markt- und Stadtrechte erlangte Ortenberg offenbar in der Mitte des 13. Jahrhunderts: In Grundstücksverträgen aus dem Jahr 1266 wurden Zeugen aus Ortenberg erstmals als Bürger bezeichnet und gleichfalls auf diese Zeit datiert die Stadtmauer. Beides lässt auf Stadtrecht schließen. Ortenberg wurde zum zentralen Punkt für Zehntgericht, Messen und Märkte für die Umgebung. Von der Stadtmauer zeugt heute unter anderem noch der Oberpfortenturm (Obertor), erbaut in der zweiten Hälfte des 13. Jahrhunderts und der Diebesturm, der früher als Gefängnis diente.
Die Stadt gehörte im Mittelalter und in der frühen Neuzeit zum Amt Ortenberg, einem Kondominat, das von drei Landesherren aus dem Kreis der Mitglieder des Wetterauer Grafenvereins gebildet wurde.
1422 erschien der Ortenberger „Kalte Markt“ erstmals in Stadtrechnungen. Aus dieser Zeit stammt auch das gotische Kaufhaus (Rathaus). Nach einer Zerstörung wurde es 1605–1608 neu erbaut und 1980 restauriert.

### Frühe Neuzeit

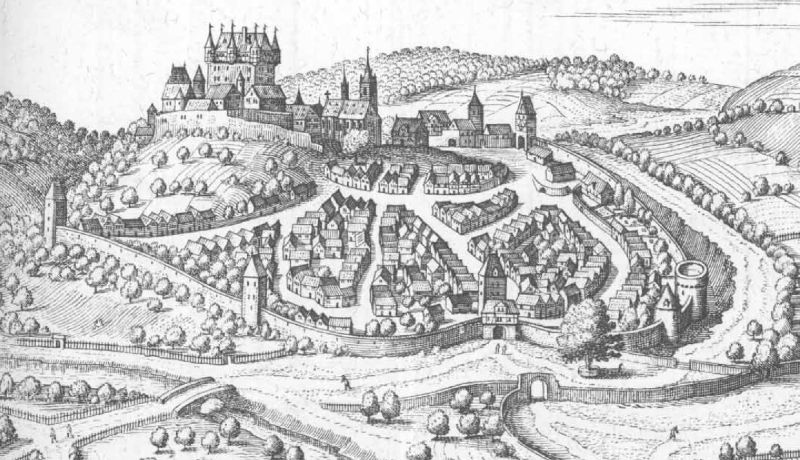
Ortenberg – Auszug aus der Topographia Hassiae von Matthäus Merian 1655

1601 kam es zu einer Realteilung des Kondominats. Dabei blieb die „Haupt“-Stadt Ortenberg allerdings ein Kondominat: 2⁄3 fielen an die Grafschaft Stolberg-Stolberg und gehörten zum dortigen Amt Ortenberg, 1⁄3 an die Grafschaft Hanau-Münzenberg, ab 1642: Grafschaft Hanau, und deren Amt Ortenberg. Die Grafschaft Hanau wiederum fiel 1736 beim Tod des letzten Hanauer Grafen, Johann Reinhard III., aufgrund eines Erbvertrages an die Landgrafschaft Hessen-Kassel. Im Jahr 1706 fiel der stolbergische Anteil an Ortenberg an die abgespaltete Linie Stolberg-Roßla.
Ortenberg gehörte zu den Orten, in denen das Solmser Landrecht von 1571 gewohnheitsrechtlich galt – in welchem Umfang ist aber fraglich. Im stolbergischen Amt Ortenberg wurde das Solmser Landrecht nur teilweise rezipiert, insbesondere die Regeln zum Vormundschaftsrecht, zur Erbleihe und zum ehelichen Güterrecht. Im Übrigen galt das Gemeine Recht. Im hanauischen Amt Ortenberg galt dagegen – wie in der gesamten Grafschaft Hanau-Münzenberg – das Solmser Landrecht in vollem Umfang. Erst das Bürgerliche Gesetzbuch, das einheitlich im ganzen Deutschen Reich galt, setzte zum 1. Januar 1900 das alte Partikularrecht außer Kraft.
Von 1624 bis 1627 fanden größere Umbauarbeiten in der nordöstlich der Stadt gelegenen Burg statt, die zum Schloss umgestaltet wurde. 1634 wurden Stadt und Schloss im Dreißigjährigen Krieg durch Kroaten zerstört. Ebenfalls 1634 zeichnete und beschrieb Matthäus Merian die Stadt. Zuletzt wurde das Schloss um 1775 noch einmal im klassizistischen Stil umgebaut.

### Neuzeit
Das Hanauer, später hessische „Amt Ortenberg“ bildete ab 1810 einen Teil des großherzoglich-hessischen Dominialamtes Ortenberg, der stolbergische Teil gehörte zum standesherrlichen Gräflich-Stolbergischen Amt Ortenberg (→ Souveränitätslande). 1821 bildete das Großherzogtum den Landratsbezirk Nidda, der ab 1832 Kreis Nidda hieß. 1842 wurden die inzwischen militärisch überflüssigen und verkehrstechnisch hinderlichen Tore und Brücken abgebrochen. Mit der Revolution von 1848 wurde kurzzeitig der Regierungsbezirk Nidda gebildet, 1852 aber der Kreis Nidda wiederbelebt. 1874 kam Ortenberg zum Landkreis Büdingen, der mit der Gebietsreform in Hessen 1972 im Wetteraukreis aufging.
Gebietsreform in Hessen
Im Zuge der Gebietsreform in Hessen fusionierten zum 1. Juli 1971 die Städte Ortenberg und Lißberg sowie eine Reihe der kleineren umliegenden Gemeinden (Bergheim, Bleichenbach, Eckartsborn, Usenborn und Wippenbach) freiwillig zur neuen Stadt Ortenberg. Ebenfalls auf freiwilliger Basis erfolgten am 1. Juli 1971 die Eingemeindung von Effolderbach und die von Selters am 31. Dezember 1971 sowie die von Gelnhaar am 1. April 1972.
Für die Ortsteile Bergheim, Bleichenbach, Eckartsborn, Effolderbach, Gelnhaar, Lißberg, Ortenberg, Selters, Usenborn und Wippenbach wurde je ein Ortsbezirk gebildet.

### Verwaltungsgeschichte im Überblick
Die folgende Liste zeigt die Staaten und Verwaltungseinheiten, denen Ortenberg angehört(e):
- vor 1601: Heiliges Römisches Reich, Amt Ortenberg (Kondominat des Wetterauer Grafenvereins)
- ab 1601: Heiliges Römisches Reich, Fürstentum Stolberg-Stolberg, Amt Ortenberg zu 2⁄3; 1⁄3 Grafschaft Hanau-Münzenberg Amt Ortenberg
- ab 1706: Heiliges Römisches Reich, Grafschaft Stolberg-Roßla, Amt Ortenberg[16] zu 2⁄3; 1⁄3 Grafschaft Hanau-Münzenberg, Amt Ortenberg
- ab 1736: Heiliges Römisches Reich, Grafschaft Stolberg-Roßla, Amt Ortenberg zu 2⁄3; 1⁄3 Landgrafschaft Hessen-Kassel, Amt Ortenberg
- ab 1806: Großherzogtum Hessen (Souveränitätslande), Fürstentum Oberhessen, Amt Ortenberg (zur Standesherrschaft Stolberg gehörig) zu 2⁄3; 1⁄3 Kaiserreich Frankreich, Fürstentum Hanau, Amt Ortenberg (Militärverwaltung)
- ab 1810: Großherzogtum Hessen, Fürstentum Oberhessen, Amt Ortenberg
- ab 1815: Großherzogtum Hessen (Souveränitätslande), Provinz Oberhessen, Amt Ortenberg[17] zu 1/3;  2/3 Amt Ortenberg (zur Standesherrschaft Stolberg gehörig)
- ab 1821: Großherzogtum Hessen, Provinz Oberhessen, Landratsbezirk Nidda[18][Anm. 2]
- ab 1832: Großherzogtum Hessen, Provinz Oberhessen, Kreis Nidda
- ab 1848: Großherzogtum Hessen, Regierungsbezirk Nidda
- ab 1852: Großherzogtum Hessen, Provinz Oberhessen, Kreis Nidda
- ab 1867: Norddeutscher Bund, Großherzogtum Hessen, Provinz Oberhessen, Kreis Nidda
- ab 1871: Deutsches Reich, Großherzogtum Hessen, Provinz Oberhessen, Kreis Nidda
- ab 1874: Deutsches Reich, Großherzogtum Hessen, Provinz Oberhessen, Kreis Büdingen
- ab 1918: Deutsches Reich, Volksstaat Hessen, Provinz Oberhessen, Kreis Büdingen
- ab 1938: Deutsches Reich, Volksstaat Hessen, Landkreis Büdingen
- ab 1945: Deutsches Reich, Amerikanische Besatzungszone, Groß-Hessen, Regierungsbezirk Darmstadt, Landkreis Büdingen
- ab 1946: Deutsches Reich, Amerikanische Besatzungszone, Hessen, Regierungsbezirk Darmstadt, Landkreis Büdingen
- ab 1949: Bundesrepublik Deutschland, Hessen, Regierungsbezirk Darmstadt, Landkreis Büdingen
- ab 1972: Bundesrepublik Deutschland, Hessen, Regierungsbezirk Darmstadt, Wetteraukreis

## Bevölkerung

### Einwohnerstruktur 2011
Nach den Erhebungen des Zensus 2011 lebten am Stichtag, dem 9. Mai 2011, in Ortenberg 8950 Einwohner. Darunter waren 324 (3,6 %) Ausländer, von denen 159 aus dem EU-Ausland, 88 aus anderen europäischen Ländern und 77 aus anderen Staaten kamen. (Bis zum Jahr 2020 erhöhte sich die Ausländerquote auf 8,1 %.) Nach dem Lebensalter waren 1390 Einwohner unter 18 Jahren, 2600 zwischen 18 und 49, 1945 zwischen 50 und 64 und 2014 Einwohner waren älter. Die Einwohner lebten in 3761 Haushalten. Davon waren 1077 Singlehaushalte, 1076 Paare ohne Kinder und 1159 Paare mit Kindern, sowie 359 Alleinerziehende und 90 Wohngemeinschaften. In 726 Haushalten lebten ausschließlich Senioren und in 2508 Haushaltungen lebten keine Senioren.

### Einwohnerentwicklung
| Ortenberg: Einwohnerzahlen von 1834 bis 2020 | Ortenberg: Einwohnerzahlen von 1834 bis 2020 | Ortenberg: Einwohnerzahlen von 1834 bis 2020 | Ortenberg: Einwohnerzahlen von 1834 bis 2020 | Ortenberg: Einwohnerzahlen von 1834 bis 2020 |
| --- | -------------------------------------------- | -------------------------------------------- | -------------------------------------------- | -------------------------------------------- |
| Jahr |                                              |                                              |                                              | Einwohner                                    |
| 1834 | 1834                                         |                                              | 1.090                                        | 1.090                                        |
| 1840 | 1840                                         |                                              | 1.199                                        | 1.199                                        |
| 1846 | 1846                                         |                                              | 1.116                                        | 1.116                                        |
| 1852 | 1852                                         |                                              | 1.065                                        | 1.065                                        |
| 1858 | 1858                                         |                                              | 964                                          | 964                                          |
| 1864 | 1864                                         |                                              | 963                                          | 963                                          |
| 1871 | 1871                                         |                                              | 1.003                                        | 1.003                                        |
| 1875 | 1875                                         |                                              | 904                                          | 904                                          |
| 1885 | 1885                                         |                                              | 895                                          | 895                                          |
| 1895 | 1895                                         |                                              | 904                                          | 904                                          |
| 1905 | 1905                                         |                                              | 933                                          | 933                                          |
| 1910 | 1910                                         |                                              | 970                                          | 970                                          |
| 1925 | 1925                                         |                                              | 990                                          | 990                                          |
| 1939 | 1939                                         |                                              | 1.013                                        | 1.013                                        |
| 1946 | 1946                                         |                                              | 1.675                                        | 1.675                                        |
| 1950 | 1950                                         |                                              | 1.694                                        | 1.694                                        |
| 1956 | 1956                                         |                                              | 1.611                                        | 1.611                                        |
| 1961 | 1961                                         |                                              | 1.645                                        | 1.645                                        |
| 1967 | 1967                                         |                                              | 1.712                                        | 1.712                                        |
| 1970 | 1970                                         |                                              | 1.810                                        | 1.810                                        |
| 1973 | 1973                                         |                                              | 7.921                                        | 7.921                                        |
| 1975 | 1975                                         |                                              | 7.724                                        | 7.724                                        |
| 1980 | 1980                                         |                                              | 7.816                                        | 7.816                                        |
| 1985 | 1985                                         |                                              | 7.891                                        | 7.891                                        |
| 1990 | 1990                                         |                                              | 8.239                                        | 8.239                                        |
| 1995 | 1995                                         |                                              | 9.276                                        | 9.276                                        |
| 2000 | 2000                                         |                                              | 9.338                                        | 9.338                                        |
| 2005 | 2005                                         |                                              | 9.265                                        | 9.265                                        |
| 2010 | 2010                                         |                                              | 9.016                                        | 9.016                                        |
| 2011 | 2011                                         |                                              | 8.950                                        | 8.950                                        |
| 2015 | 2015                                         |                                              | 9.091                                        | 9.091                                        |
| 2020 | 2020                                         |                                              | 8.973                                        | 8.973                                        |
| Datenquelle: Historisches Gemeindeverzeichnis für Hessen: Die Bevölkerung der Gemeinden 1834 bis 1967. Wiesbaden: Hessisches Statistisches Landesamt, 1968. Weitere Quellen: LAGIS; Hessisches Statistisches Informationssystem; Zensus 2011 Nach 1970 einschließlich der im Zuge der Gebietsreform in Hessen eingegliederten Orte. |                                              |                                              |                                              |                                              |

### Religionszugehörigkeit
| • 1961: | 1224 evangelische (= 74,41 %), 373 katholische (= 22,67 %) Einwohner                          |
| • 1987: | 6109 evangelische (= 77,6 %), 1041 katholische (= 13,2 %), 721 sonstige (= 9,2 %) Einwohner   |
| • 2011: | 5610 evangelische (= 62,7 %), 1130 katholische (= 12,6 %), 2210 sonstige (= 24,7 %) Einwohner |

## Politik

### Stadtverordnetenversammlung
Die Kommunalwahl am 14. März 2021 lieferte folgendes Ergebnis, in Vergleich gesetzt zu früheren Kommunalwahlen:
| Sitzverteilung in der Stadtverordnetenversammlung 2021Insgesamt 31 Sitze - SPD: 9 - Grüne: 5 - FWG: 9 - CDU: 8 | Parteien und Wählergemeinschaften | Parteien und Wählergemeinschaften           | 2021  | 2021  | 2016  | 2016  | 2011  | 2011  | 2006  | 2006  | 2001  | 2001  |
| Sitzverteilung in der Stadtverordnetenversammlung 2021Insgesamt 31 Sitze - SPD: 9 - Grüne: 5 - FWG: 9 - CDU: 8 | Parteien und Wählergemeinschaften | Parteien und Wählergemeinschaften           | %     | Sitze | %     | Sitze | %     | Sitze | %     | Sitze | %     | Sitze |
| Sitzverteilung in der Stadtverordnetenversammlung 2021Insgesamt 31 Sitze - SPD: 9 - Grüne: 5 - FWG: 9 - CDU: 8 | FWG                               | Freie Wähler                                | 29,7  | 9     | 19,1  | 6     | 13,3  | 4     | 12,6  | 4     | 19,4  | 6     |
| Sitzverteilung in der Stadtverordnetenversammlung 2021Insgesamt 31 Sitze - SPD: 9 - Grüne: 5 - FWG: 9 - CDU: 8 | SPD                               | Sozialdemokratische Partei Deutschlands     | 28,4  | 9     | 42,4  | 13    | 41,4  | 13    | 40,2  | 13    | 48,6  | 15    |
| Sitzverteilung in der Stadtverordnetenversammlung 2021Insgesamt 31 Sitze - SPD: 9 - Grüne: 5 - FWG: 9 - CDU: 8 | CDU                               | Christlich Demokratische Union Deutschlands | 27,3  | 8     | 29,9  | 9     | 29,0  | 9     | 29,8  | 9     | 31,9  | 10    |
| Sitzverteilung in der Stadtverordnetenversammlung 2021Insgesamt 31 Sitze - SPD: 9 - Grüne: 5 - FWG: 9 - CDU: 8 | Grüne                             | Bündnis 90/Die Grünen                       | 14,6  | 5     | –     | –     | –     | –     | –     | –     | –     | –     |
| Sitzverteilung in der Stadtverordnetenversammlung 2021Insgesamt 31 Sitze - SPD: 9 - Grüne: 5 - FWG: 9 - CDU: 8 | BiO                               | Bürgerverein in Ortenberg                   | –     | –     | 8,5   | 3     | 16,3  | 5     | 17,4  | 5     | —     | —     |
| Sitzverteilung in der Stadtverordnetenversammlung 2021Insgesamt 31 Sitze - SPD: 9 - Grüne: 5 - FWG: 9 - CDU: 8 | Gesamt                            | Gesamt                                      | 100,0 | 31    | 100,0 | 31    | 100,0 | 31    | 100,0 | 31    | 100,0 | 31    |
| Sitzverteilung in der Stadtverordnetenversammlung 2021Insgesamt 31 Sitze - SPD: 9 - Grüne: 5 - FWG: 9 - CDU: 8 | Wahlbeteiligung in %              | Wahlbeteiligung in %                        | 51,2  | 51,2  | 49,8  | 49,8  | 47,5  | 47,5  | 58,9  | 58,9  | 53,5  | 53,5  |

### Bürgermeister
Nach der hessischen Kommunalverfassung wird der Bürgermeister für eine sechsjährige Amtszeit gewählt, seit dem Jahr 1993 in einer Direktwahl, und ist Vorsitzender des Magistrats, dem in der Stadt Ortenberg neben dem Bürgermeister ehrenamtlich ein Erster Stadtrat und neun weitere Stadträte angehören. Bürgermeister ist seit dem 14. Juli 2024 Markus Bäckel (FWG), der in der Kommunalpolitik zuletzt Fraktionsvorsitzender seiner Partei war. Er wurde als Nachfolger von Ulrike Pfeiffer-Pantring (SPD), die nach vier Amtszeiten nicht wieder kandidiert hatte, am 3. März 2024 im ersten Wahlgang bei 54,23 Prozent Wahlbeteiligung mit 51,48 Prozent der Stimmen gewählt.
Amtszeiten der Bürgermeister
- 2024–2030 Markus Bäckel (FWG)[31]
- 2000–2024 Ulrike Pfeiffer-Pantring (SPD)[32]
- 1988–2000 Otto Emrich (1937–2017)[35]

### Ortsbeiräte
Für alle Stadtteile und die Kernstadt besteht je ein Ortsbezirk mit Ortsbeirat und Ortsvorsteher nach Maßgabe der §§ 81 und 82 HGO und des Kommunalwahlgesetzes in der jeweils gültigen Fassung.
Die Ortsbezirke sind durch die Gebiete der Stadtteile abgegrenzt und bestehen aus sieben bis neun Mitgliedern.
Deren Wahl erfolgt im Rahmen der Kommunalwahlen. Der Ortsbeirat wählt eines seiner Mitglieder zum Ortsvorsteher bzw. zur Ortsvorsteherin. Zur Zusammensetzung siehe die jeweiligen Stadtteile.

### Ortsbeirat Stadtteil Ortenberg
Der Ortsbeirat besteht aus neuen Mitgliedern. Bei den Kommunalwahlen in Hessen 2021 betrug die Wahlbeteiligung zum Ortsbeirat 42,80 %. Dabei wurden gewählt: je drei Mitglieder der SPD, der CDU und „Freien Wählergemeinschaft Ortenberg“ (FWG). Der Ortsbeirat wählte Maximilian Heck zum Ortsvorsteher.

### Städtepartnerschaften
Ortenberg unterhält Partnerschaften mit dem baden-württembergischen Ortenberg und mit Roßla in Sachsen-Anhalt. 

## Verkehr
Die Bundesstraße 275 führt durch das Gemeindegebiet. Der nächstgelegene Autobahnanschluss (A 45) ist Florstadt-Nieder-Mockstadt.
Am 1. Oktober 1888 erhielt der Ort durch die Oberwaldbahn der Großherzoglich Hessischen Staatseisenbahnen Anschluss an die Eisenbahn. 1975 wurde der Personenverkehr, 1984 auch der Güterverkehr eingestellt und die Oberwaldbahn daraufhin abgebaut. Auf deren ehemaliger Trasse verläuft heute der Vulkanradweg.
In den Stadtteilen Effolderbach und Bleichenbach befinden sich heute noch Haltepunkte an der Bahnstrecke Gießen–Nidda–Gelnhausen.

## Kultur und Sehenswürdigkeiten

### Musik
Ortenberg hat einen aktiven und über die Region hinaus bekannten Musikclub. Der Jazzclub Ortenberg veranstaltet Jazzkonzerte aller Stilrichtungen, der Schwerpunkt liegt im traditionellen Bereich. Seit 1982 präsentierte er viele prominente Jazzmusiker und -bands, u. a. Barrelhouse Jazzband, Trevor Richards, Clark Terry, Kreisjazzwerkerschaft & Rose Nabinger, Herb Ellis und Red Norvo.

### Bauwerke

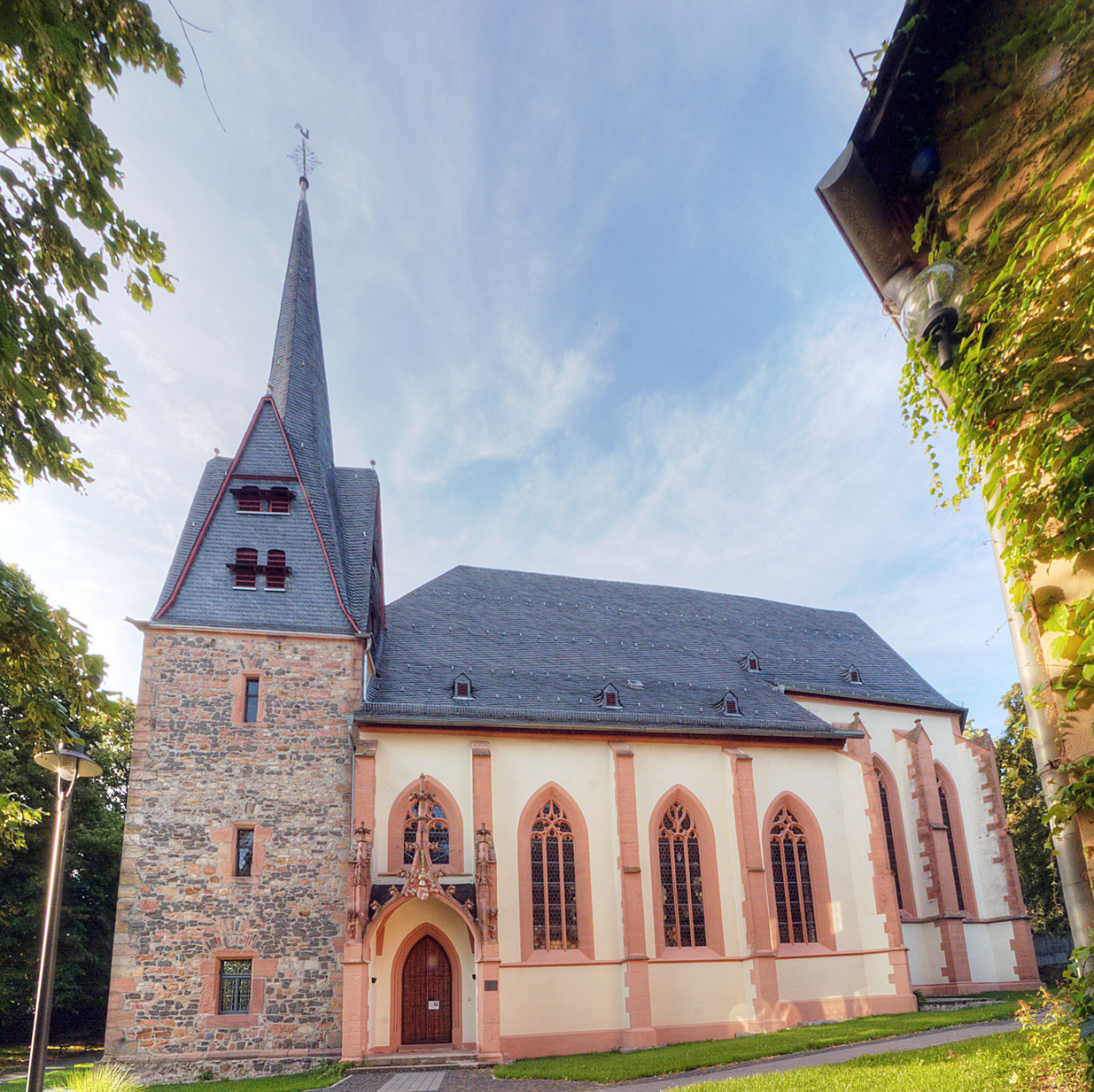
Marienkirche

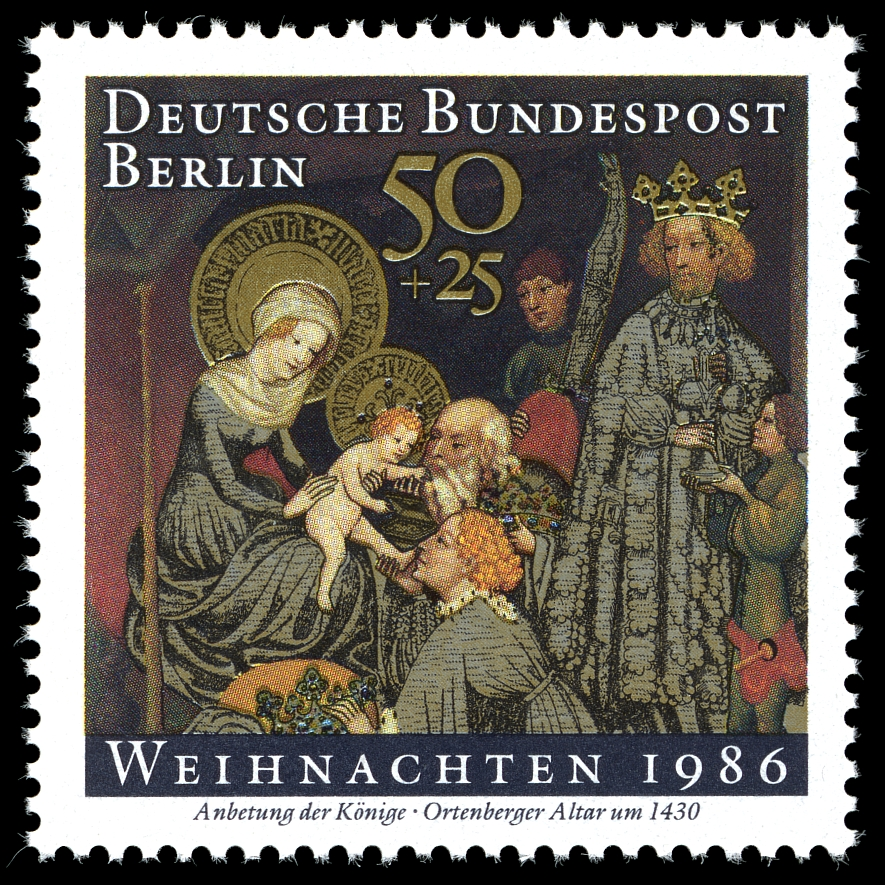
Anbetung der Könige; Ausschnitt aus dem Ortenberger Altar (Briefmarke Berlin 1986)

Siehe auch: Liste der Kulturdenkmäler in Ortenberg (Hessen)
Neben den bereits genannten mittelalterlichen Bauwerken sind bemerkenswert:
- Die dreischiffige Marienkirche, eine gotische Hallenkirche. In der Kirche befindet sich eine Kopie des bedeutenden dreiteiligen „Ortenberger Altars“, der im ersten Drittel des 15. Jahrhunderts entstand und der ein außergewöhnliches Werk mittelrheinischer Malkunst darstellt. Das Original ist im Hessischen Landesmuseum Darmstadt ausgestellt. Der Maler des Werks, der Meister des Ortenberger Altars, ist nach ihm benannt.
- Das Nidderkraftwerk bei Lißberg ist ein kulturgeschichtliches Denkmal.
- Das Lißberger Krautfass, der Bergfried einer Burganlage aus dem 12./13. Jahrhundert, siehe: Burg Lißberg.
- Im ehemaligen Schulgebäude unmittelbar vor der Schildmauer der Burg Lißberg befindet sich ein sehenswertes Musikinstrumentenmuseum.
- Ebenfalls in Lißberg liegt die 1722 erbaute Neumühle, die als Wasserkraftwerk noch heute in Betrieb ist.

### Regelmäßige Veranstaltungen
- Der überregional bedeutende Ortenberger „Kalte Markt“ (orig.: Kaale Määrt). Er findet jährlich am letzten Oktoberwochenende statt.
- Jeden Samstag findet ein Flohmarkt auf dem Marktplatz statt.

### Freizeit- und Sportanlagen
- Der Vulkanradweg verläuft auf der Trasse der ehemaligen Oberwaldbahn von Stockheim nach Lauterbach durch Ortenberg. Heute ist der Vulkanradweg Teil des BahnRadweg Hessen, der auf ehemaligen Bahntrassen ca. 250 km durch den Vogelsberg und die Rhön führt.
- In der Kernstadt befindet sich das Ortenberger Freibad mit anschließender Mini-Golf-Anlage. Im Freibad selbst befindet sich ein FKK-Bereich.

## Persönlichkeiten
- Ludwig Eisenberger (1541–1591), Amtmann in Ortenberg
- Johann Martin zu Stolberg (1594–1669), Stifter der jüngeren Linie des gräflichen Hauses Stolberg
- Georg Ludwig Geis (* vor 1620–1672), Amtmann im Amt Ortenberg, Oberschultheiß in der Ganerbschaft Lindheim
- Christoph Friedrich zu Stolberg-Stolberg (1672–1738), Regent der Grafschaft Stolberg
- Jost Christian zu Stolberg-Roßla (1676–1739), Regent der Grafschaft Roßla
- Friedrich Mosler (1831–1911), Internist, Neuropathologe und Hochschullehrer
- Reinhard Schaum (1839–unbekannt), hessischer Ökonom und Politiker (NLP) und Abgeordneter der 2. Kammer der Landstände des Großherzogtums Hessen
- Hermann Schaefer (1848–1932), geboren in Ortenberg, Verwaltungsbeamter, Bürgermeister der Stadt Herne
- Wilhelm Köhler (1901–1985), Landrat, Regierungsvizepräsident, Kanzler und Ehrensenator der Justus-Liebig-Universität Gießen
- Renate Klingelhöfer (* 1933), Kommunalpolitikerin
- Günter Köcher (1948–2020), Tischtennisspieler und -funktionär
- Edgar Itt (* 1967), Leichtathlet
- Sandra Minnert (* 1973), Fußballspielerin